# Kalenderår
Kalenderår, i henhold til den gregorianske kalender begynder året den 1. januar og slutter den 31. december.
I den gregorianske kalender har normalår 365 dage, mens skudår har 366 dage, hvilket giver årene en gennemsnitslængde på 365,2422 dage.
Der kan være afvigelser for bestemmelse af et kalenderår indenfor blandt andet revision og regnskab.
| Tid | Spire Denne artikel om tid eller kalendere er en spire som bør udbygges. Du er velkommen til at hjælpe Wikipedia ved at udvide den. |